# Filip I de Flandra
Filip de Alsacia (n. 1143 – d. 1 august 1191) a fost conte de Flandra de la 1168 până la moarte. El a succedat tatălui său, Thierry de Alsacia.

## Istorie și familie

### Conte de Flandra
Filip de Alsacia a devenit oficial conte de Flandra în 1168. Însă practic el a guvernat din 1157, dat fiind că a activat ca regent și co-conte al tatălui său, Thierry de Alsacia, frecvent plecat în Țara Sfântă. Filip l-a înfrânt pe contele Floris al III-lea de Olanda și a pus capăt pirateriei. Floris a fost capturat la Bruges și a rămas în închisoare până în 1167, când a fost răscumpărat în schimbul recunoașterii suzeranității flamande asupra provinciei Zeelanda. Prin moștenire, Filip a mai recuperat pentru Flandra teritoriile Waasland și Quatre-Métiers.
În 1159, el s-a căsătorit cu Elisabeta de Vermandois (cunoscută și ca Isabelle), fiica cea mare a contelui Raoul I de Vermandois cu Petronilla de Aquitania. Când cumnatul lui Filip a murit (1167), soția sa a moștenit comitatul de Vermandois. Aceasta a condus la extinderea autorității Flandrei mult către sud, într-un punct în care nu mai ajunsese anterior și amenința la completa răsturnare a balanței puterilor din nordul Franței.
Filip a guvernat cu înțelepciune, având și sprijinul lui Robert d'Aire, al cărui rol a fost aproximativ acela al unui prim ministru. Cei doi au instituit un sistem administrativ eficient, iar relațiile externe ale lui Filip erau dintre cele mai bune. El a fost mediator în disputele dintre regii Ludovic al VII-lea al Franței și Henric al II-lea al Angliei, dintre același Henric al II-lea și Thomas Becket și a aranjat căsătoria dintre sora sa, Margareta I de Flandra și contele Balduin al V-lea de Hainaut.
Filip și Elisabeta nu au avut copii. În 1175, Filip a descoperit că Elisabeta comitea adulter, drept pentru care l-a omorât prin bătaie pe amant, Gauthier de Fontaines. Filip a obținut controlul complet asupra pământurilor Elisabetei din Vermandois din partea regelui Ludovic al VII-lea al Franței. Între timp, frații săi Matei și Petru au murit de asemenea fără a avea urmași, drept pentru care în 1177, înainte de a pleca în cruciadă, Filip a desemnat-o pe sora sa Margareta și pe soțul acesteia Balduin ca moștenitori.

### Prima cruciadă a lui Filip
În Țara Sfântă, Filip nutrea speranța de a participa la plănuita invadare a Egiptului, pentru care scop cruciații s-au aliat cu împăratul bizantin Manuel I Comnen. O flotă bizantină de 150 de galere se afla în aștepare la Acra în momentul în care Filip de Alsacia a sosit acolo, în ziua de 2 august. Pe lângă aceasta, Filip mai avea și alte planuri. El și regele Balduin al IV-lea al Ierusalimului erau veri primari, ambii fiind nepoții fostului rege, Foulque al Ierusalimului, a cărui fiică din prima căsătorie, Sibylla de Anjou, era mama lui Filip. Fiind bolnav de lepră și lipsit de copii, Balduin al IV-lea i-a oferit lui Filip regența asupra regatului, ca fiind cea mai apropiată rudă masculină aflată în acel loc la acel moment. Filip a refuzat atât titlul de regent cât și comanda armatei regale, spunând că se află acolo doar ca simplu pelerin. În schimb, Balduin l-a numit pe Raynaud de Châtillon, față de care Filip va acționa ca asistent. După cum menționează cronicarul Guillaume de Tyr, "aceasta fiind situația, contele și-a dezvăluit gândul său secret și nu a mai căutat să ascundă scopul tuturor planurilor sale". El a făcut ca proprii săi vasali să fie căsătoriți cu verișoarele sale, sora lui Balduin prințesa Sibylla și sora vitregă prințesa Isabella.
Soțul Sibyllei, Guglielmo de Montferrat tocmai murise, pe când ea era însărcinată cu viitorul Balduin al V-lea al Ierusalimului. Potrivit cronicii lui Ernoul, Filip a fost de asemenea respins categoric de către contele Raymond al III-lea de Tripoli, care de asemenea revendica regența, ca și de susșinătorii lui Raymond din familia Ibelin, care sperau ca cele două prințese să își găsească soți din rândurile lor. De altfel, Balduin d'Ibelin, senior de Ramla, l-a insultat pe conte în public. Filip a părăsit Ierusalimul în octombrie pentru a merge în nord, în Principatul de Antiohia, și a participa la asediul (eșuat) asupra orașului Harim, înainte de a reveni în Europa. Între timp, alianța cu bizantinii împotriva musulmanilor din Egipt a fost abandonată. În noiembrie, Balduin al IV-lea și Raynaud de Châtillon au reușit să îl înfrângă pe Saladin în bătălia de la Montgisard.

### Războiul cu Franța
Filip s-a întors din Palestina în 1179, moment în care regele Ludovic al VII-lea al Franței, căzut bolnav, l-a numit ca protector al fiului său minor, Filip August. Un an mai târziu, Filip de Alsacia a aranjat ca protejatul său să se căsătorească cu nepoata sa, Elisabeta de Hainaut, oferind comitatul Artois și alte teritorii flamande drept dotă, spre consternarea lui Balduin al V-lea de Hainaut. Când Ludovic al VII-lea a murit, Filip al II-lea August a început să dea semne de independență. Războiul dintre tânărul rege al Franței și fostul său protector, Filip de Alsacia, a izbucnit în 1180. Picardia și Île-de-France au fost devastate. Regele Filip refuza angrenarea într-o bătălie deschisă și căuta să transforme disputa într-un război de durată. Balduin al V-lea de Hainaut, la început aliat al cumnatului său, a intervenit în conflict în 1184 de partea regelui (care îi era și ginere), pentru a sprijini interesele fiicei sale..
Soția lui Filip de Alsacia, Elisabeta, a murit în 1183, iar regele Filip August a revendicat provincia Vermandois în numele Eleonorei, sora Elisabetei. Filip s-a recăsătorit, luând de soție pe Matilda de Portugalia, fiica lui Afonso I Enriques, primul rege al Portugaliei. El i-a oferit Matildei o zestre care includea un număr de mai multe orașe flamande. Temându-se de a nu rămâne înconjurat de domeniul regal al Franței și de cel al contelui de Hainaut, Filip de Alsacia a semnat un tratat de pace cu regele Filip al II-lea August și cu contele Balduin al V-lea de Hainaut în data de 10 martie 1186, recunoscând cedarea regiunii Vermandois către rege, deși avea permisiunea de a-și menține titlul de conte de Vermandois tot restul vieții.

### A doua cruciadă a lui Filip și moartea sa
În 1190 Filip s-a s-a raliat contingentelor flamande care deja porniseră în cruciadă către Palestina. După sosirea în Țara Sfântă, flamanzii au participat imediat la Asediul Acrei. El a fost lovit de o epidemie care a străbătut tabăra cruciată și a încetat din viață la 1 august 1191. Trupul său a fost trimis în Flandra la soția sa, care în timpul absenței sale a activat ca regentă. Filip de Alsacia a fost înmormântat în Abația Clairvaux. Dat fiind că nu a reușit să obțină un moștenitor cu contesa Matilda, el a fost urmat la conducerea comitatului de Flandra de către sora sa, Margareta I de Flandra, și soțul acesteia, contele Balduin al V-lea de Hainaut, care va dobândi astfel și numele de Balduin al VII-lea de Flandra.